# Sankt Antonius frestelser (triptyk)
Sankt Antonius frestelser är en triptyk från omkring 1500 av den nederländske målaren Hieronymus Bosch. Den föreställer tre skeden i den helige Antonius liv som eremit i Egyptens öken på 200- och 300-talen. Motivet var vanligt i medeltidens och renässansens bildkonst. Den vänstra pannån visar Antonius flykt ut i öknen, corpus visar Antonius frestelser och den högra pannån visar Antonius i kontemplation. Med flyglarna infällda visar den vänstra pannån arresterandet av Jesus och den högra Jesus bärande på korset.
I likhet med många andra verk av Bosch utmärker sig Sankt Antonius frestelser med sitt fantastiska innehåll med många fantasmagoriska detaljer. Triptyken finns på Museu Nacional de Arte Antiga i Lissabon.